# Кулирная гладь

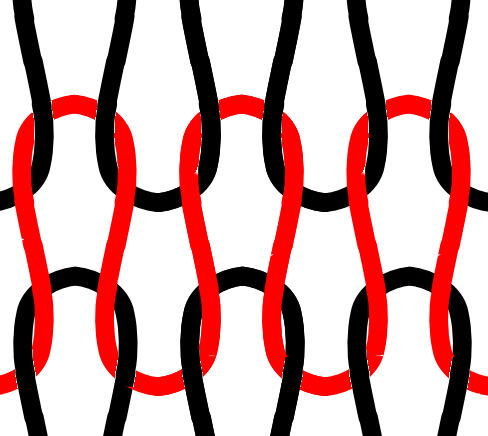
структура вязания

Кулирная гладь (Кулирка) — простейшее трикотажное переплетение в виде последовательно изогнутых в петли одной или нескольких нитей. КГ относится к классу главных поперечно вязаных переплетений. Служит основой для производных и комбинированных переплетений на базе кулирной глади.
Основными свойствами кулирной глади является закручиваемость полотна как вдоль, так и поперёк петельных рядов, растяжимость.

## Машины для производства кулирной глади
- Одноцилиндровые круглочулочные и круглоносочные автоматы
- Двухцилиндровые круглочулочные и круглоносочные автоматы
- Однофонтурные кругловязальные машины
- Двухфонтурные кругловязальные машины
- Круглотрикотажные машины
- Плоскофанговые машины